# Tekst-tv
Niet te verwarren met Teletekst
Tekst-tv is een actualiteitenrubriek van de NOS, dat gestart is op 5 september 1994. Dit programma is te beschouwen als een opvolger van het vroegere nieuws voor doven en slechthorenden.
Tekst-tv zendt een selectie uit van respectievelijk nieuwsberichten (pagina 104 en verder), voetbalberichten (pagina 800 en verder) en het weerbericht (pagina 703) van teletekst uit. De pagina's worden op chronologische volgorde afgespeeld (voorbeeld: na het uitzenden van teletekst-pagina 103 wordt teletekst-pagina 104 uitgezonden) en na de laatste pagina van een onderdeel wordt het volgende onderdeel uitgezonden. Nadat het weerbericht is uitgezonden, begint het weer bij de nieuwsberichten, net zo lang tot het volgende televisieprogramma wordt uitgezonden.
Het programma heeft geen presentator. Op de achtergrond wordt muziek afgespeeld en soms staat er onderin beeld een digitale klok die aangeeft wanneer het volgende televisieprogramma wordt uitgezonden.
Als in dit programma naar een pagina-nummer wordt verwezen, staat deze pagina in teletekst.